# Seznam pojmů pojmenovaných po Leonhardu Eulerovi
V mnoha oborech matematiky i fyziky je celá řada pojmů pojmenovaná po Leonhardu Eulerovi (1707–1783). Díky vysokému počtu oborů, kterými se Euler zabýval, je někdy názvosloví nejednotné.

## Matematické a fyzikální pojmy
- Eulerova aproximace (viz Eulerova metoda)
- Eulerova cihla, kvádr jehož všechny hrany i stěnové úhlopříčky jsou celočíselné.
- Eulerovo číslo, základ přirozeného logaritmu
- Eulerovy čtverce (známější jako Řecko-římské čtverce)
- Eulerova kružnice nebo též cyklus, uzavřený eulerovský tah
- Eulerova konstanta
  - Eulerovo číslo
  - Eulerova–Mascheroniova konstanta
- Eulerovo kritérium určuje kvadratické reziduum modulo prvočíslo.
- Eulerova derivace (opak Lagrangeova derivace)
- Eulerův diagram zobecňuje Vennův diagram
- Eulerův disk, disk rotující na povrchu (podobně jako mince na stole)
- Eulerovský graf, graf, ve kterém existuje Eulerovský tah.
- Eulerova funkce
- Eulerova–Bernoulliho hypotéza (též Bernoulliho–Navierova hypotéza)
- Euler charakteristika v algeické topologii a teorii grafů a odpovídající Eulerův vzorec {\displaystyle \scriptstyle \chi (S^{2})\,=\,F\,-\,E\,+\,V\,=\,2.}
- Eulerova identita (viz Eulerova rovnost)
- Eulerův integrál prvního druhu (beta funkce).
- Eulerův integrál druhého druhu (gama funkce).
- Eulerova-Mascheroniova konstanta, γ ≈ 0.577216
- Eulerova metoda
- Eulerovy polynomy
- Eulerovo pravidlo pro hledání dvojic přátelských čísel.
- Eulerovo pseudoprvočíslo
- Eulerovo–Jacobiho pseudoprvočíslo
- Eulerova přímka v nerovnostranném trojúhelníku procházející průsečíkem výšek, těžištěm a středem opsané kružnice.
- Eulerovy–Rodriguezovy parametry, týkají se Lieových grup a kvaternionů.
- Eulerova rovnost (též Eulerova identita), základní vzorec komplexní analýzy.
- Eulerovy substituce při racionalizaci integrálů
- Eulerovský tah
- Eukleidův–Eulerův teorém určující tvar všech sudých dokonalých čísel
- Eulerův trojúhelník (viz Sférická trigonometrie)
- Eulerova třída
- Eulerovy úhly určují orientaci v prostoru vzhledem k soustavě souřadnic.
- Eulerova úloha
- Eulerova věta (rozcestník)
  - Eulerova věta o homogenních funkcích
  - Eulerova věta určující vztah mezi počtem vrcholů, hran a stěn konvexního mnohostěnu.
  - Eulerova věta určující vztah mezi křivostí normálového řezu plochy a hlavními poloměry křivosti
- Eulerův vzorec
  - Eulerův vzorec určující vztah mezi goniometrickými funkcemi a exponenciální funkcí
  - Eulerův vzorec pro rovinné grafy (v − e + f = 2)
  - Eulerův vzorec pro řetězové zlomky
  - Vzorec Eulerova součinu pro Riemannovu funkci zeta.
  - Vzorce pro Eulerovy substituce při racionalizaci integrálů
  - Eulerův–Maclaurinův vzorec
  - Eulerovy–Rodriguesovy vzorce

## Ostatní
- 2002 Euler (asteroid)
- Eulerova medaile (cena udílená v oblasti kombinatoriky)
- Euler (Programovací jazyk)
- Euler (open-source software)
- AMS Euler (rodina písma)